# اریک وینتر
اریک وینتر (انگلیسی: Eric Barrett Winter؛ زادهٔ ۱۷ ژوئیهٔ ۱۹۷۶) یک هنرپیشه اهل ایالات متحده آمریکا است. وی از سال ۱۹۹۹ میلادی تاکنون مشغول فعالیت بوده است.

## گزیده فیلمشناسی
از فیلم‌ها یا برنامه‌های تلویزیونی که وی در آن نقش داشته‌است می‌توان به آثار زیر اشاره کرد.
- حقیقت زشت (۲۰۰۹)
- آتش در ازای آتش (فیلم ۲۰۱۲) (۲۰۱۲)
- دنباله‌دار (فیلم) (۲۰۱۴)
- افسون‌شده (۲۰۰۲)
- روزهای زندگی ما (۲۰۰۲–۰۵)
- سی‌اس‌آی (۲۰۰۵)
- منتالیست (۲۰۱۰–۱۲)
- سی‌اس‌آی: میامی (۲۰۱۱)